# Raphidia (Raphidia) huettingeri
Raphidia (Raphidia) huettingeri is een kameelhalsvliegensoort uit de familie van de Raphidiidae. De soort komt voor in Griekenland.
Raphidia (Raphidia) huettingeri werd voor het eerst wetenschappelijk beschreven door H. Aspöck & U. Aspöck in 1970.